# 桜橋渡辺未来医療病院
桜橋渡辺未来医療病院（さくらばしわたなべみらいいりょうびょういん）は、医療法人渡辺医学会が大阪府大阪市北区中之島4丁目3番51号に設置する病院（救急告示病院）。2024年4月1日、北区梅田から現在地の未来医療国際拠点（Nakanoshima Qross）へ移転し、桜橋渡辺病院から改称した。

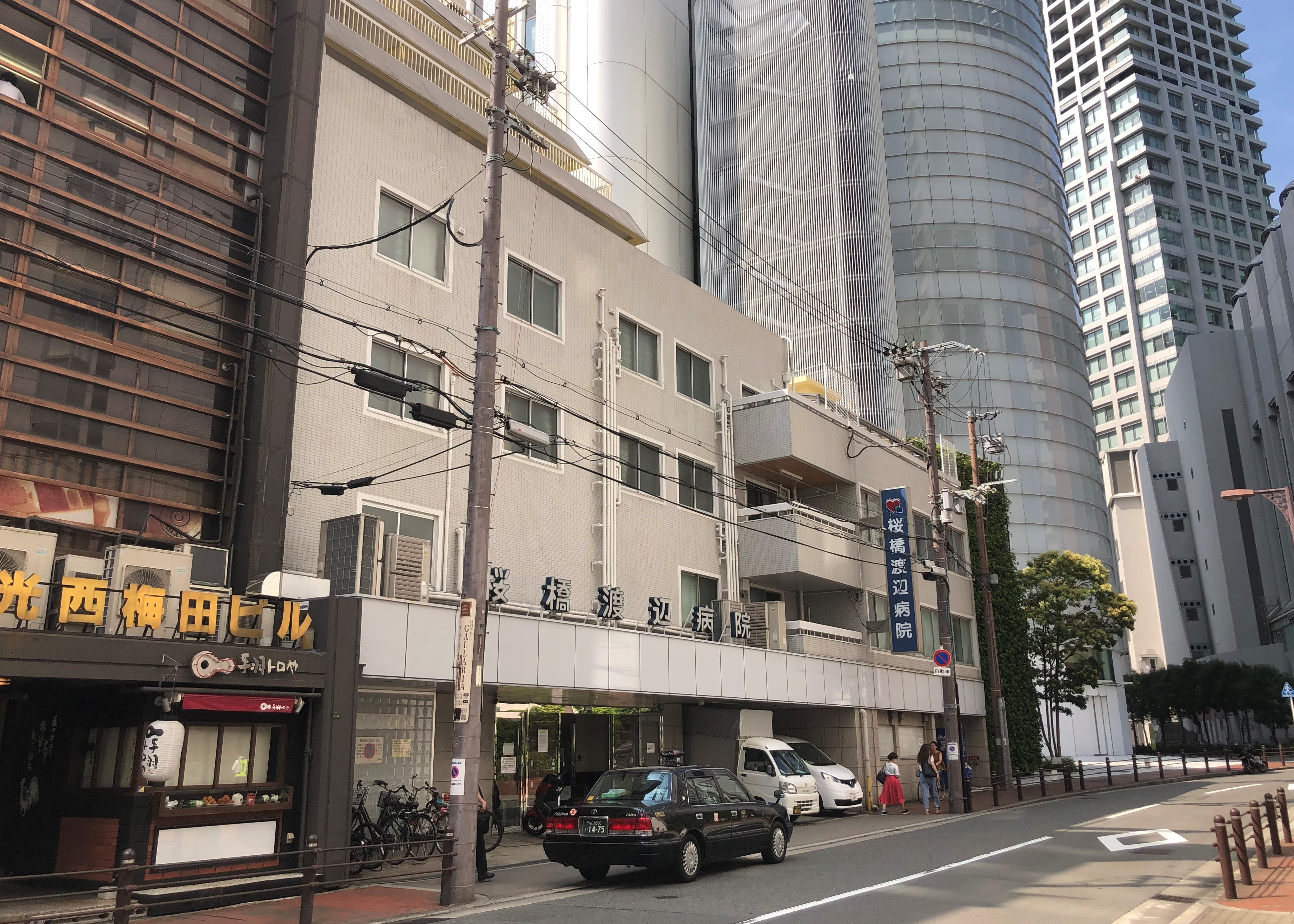
旧・桜橋渡辺病院

Nakanoshima Qrossの未来医療MEDセンターの1F・7F-11Fに桜橋渡辺未来医療病院がある。1Fは時間外受付・8Fに総合受付となっている。

## 診療科
(この節の出典)
- 循環器科
- 内科
- 心臓血管外科
- 外科
- 形成外科
- 麻酔科
- リハビリテーション科
- 放射線科

## 医療機関の認定
(この節の出典)
- 保険医療機関
- 労災保険指定病院
- 生活保護法指定病院（中国残留邦人等の円滑な帰国の促進並びに永住帰国した中国残留邦人等及び特定配偶者の自立の支援に関する法律（平成六年法律第三十号）に基づく指定医療機関を含む。）
- 指定自立支援病院（更生医療）
- 特定疾患治療研究事業委託医療機関
- 身体障害者福祉法指定医の配置されている医療機関
- 公害医療機関

## 外国語対応
(この節の出典)
- 英語：日常会話程度の会話力ではあるが対応が可能
- 朝鮮語・韓国語：会話に支障がない程度の精度が担保された通訳機器を使用し、対応が可能
- 中国語：会話に支障がない程度の精度が担保された通訳機器を使用し、対応が可能

## 関連施設
- 桜橋渡辺リハビリテーション病院（58床） - 北区梅田2-4-32・旧桜橋渡辺病院跡地
- （健診部門）桜橋渡辺リハビリテーション病院健診部（大阪駅前第3ビルにあった桜橋渡辺病院附属駅前第三ビル診療所が移転）

## 交通アクセス
(この節の出典)
- JR大阪環状線「福島駅」から徒歩約15分
- JR東西線「新福島駅」から徒歩約10分
- 阪神本線「福島駅」から徒歩約10分
- 京阪中之島線「渡辺橋駅」から徒歩約10分
- Osaka Metro四つ橋線「肥後橋駅」から徒歩約10分
- 桜橋渡辺未来医療病院のホームページに行き道動画があります。https://www.watanabe-hsp.or.jp/access/

## 周辺
- 大阪中之島美術館
- 国立国際美術館
- リーガロイヤルホテル